# Dodekakarbonyl triželeza
Dodekakarbonyl triželeza je anorganická sloučenina se vzorcem Fe3(CO)12. Jedná se o tmavě zelenou pevnou látku, za nízkého tlaku sublimující, rozpustnou v nepolárních rozpouštědlech. Horké roztoky Fe3(CO)12 se rozkládají za tvorby vrstvy železa, která může být samozápalná. K pomalému rozkladu dochází na vzduchu i za běžných teplot, roztoky se tak obvykle skladují za nízkých teplot a/nebo nepřítomnosti vzduchu. Jedná se o reaktivnější zdroj železa než pentakarbonyl.

## Příprava
Fe3(CO)12 byl jedním z prvních připravených vícejaderných karbonylů. Může být vytvořen termolýzou Fe(CO)5:
3 Fe(CO)5 → Fe3(CO)12 + 3 CO
Díky charakteristickému tmavě zelenému zbarvení lze snadno detekovat i stopová množství této sloučeniny. Ultrafialovou fotolýzou Fe(CO)5 vzniká Fe2(CO)9.
Další možnost přípravy je založena na reakci Fe(CO)5 se zásadou:
3 Fe(CO)5 + (C2H5)3N + H2O → [(C2H5)3NH][HFe3(CO)11] + 3 CO + CO2
a oxidací vytvořeného hydridokomplexu kyselinou:
[(C2H5)3NH][HFe3(CO)11] + HCl + CO → Fe3(CO)12 + H2 + [(C2H5)3NH]Cl
Původní syntéza, kterou vyvinul Walter Hieber, spočívala v oxidaci H2Fe(CO)4 oxidem manganičitým. Produkt byl nejprve chybně popsán jako „Fe(CO)4“.

## Struktura
Určení struktury Fe3(CO)12 je obtížné, protože CO ligandy jsou v krystalech rozptýlené. První náznaky C2v struktury byly nalezeny Mössbauerovskými spektroskopickými měřeními, kdy se objevily dva kvadrupólové dublety s podobnými izomerními posuny, ale různými (1,13 a 0,13 mm·s−1) kvadrupólovými párovacími konstantami.
Fe3(CO)12 obsahuje trojúhelník tvořený atomy železa, na který je navázáno 12 CO ligandů, 10 je koncových, celá molekula pak zaujímá grupu symetrie C2v. Oproti tomu jsou Ru3(CO)12 a Os3(CO)12 D3h-symetrické, protože je všech 12 karbonylů na atomy kovu navázáno koncově. Na základě spektroskopických pozorování bylo zjištěno, že dvě karbonylové skupiny jsou pravděpodobně nesymetrické, protože dvojice ideálních C2v symetrií je redukována na C2. V roztocích jsou všechny karbonyly v Fe3(CO)12 rovnocenné. Dá se tak předpokládat, že tyto tři skupiny vznikají kondenzací 16elektronových M(CO)4 fragmentů. podobně jako u teoretické kondenzace tří methylenů (:CH2) na cyklopropan.
Anion [HFe3(CO)11]− má podobnou strukturu jako Fe3(CO)12, přičemž hydrid je nahrazen jedním můstkovým CO ligandem. Vazby v Fe-H-Fe podjednotkách se popisují obdobně jako u diboranu.

## Reakce
Podobně jako většina karbonylů kovů Fe3(CO)12 vstupuje do substitučních reakcí, například lze získat Fe3(CO)11{P(C6H5)3} jeho reakcí s trifenylfosfinem.
Zahříváním Fe3(CO)12 vzniká (s malou výtěžností) karbidokomplex Fe5(CO)15C. Reakce tohoto druhu probíhají přes disproporcionaci CO na CO2 a uhlík.
Fe3(CO)12 reaguje s thioly a disulfidy za vzniku thiolátových můstkových komplexů, například dimeru thiotrikarbonylu methylželeza:
2 Fe3(CO)12 + 3 (CH3)2S2 → 3 [Fe(CO)3SCH3]2 + 6 CO.
Tyto komplexy se zkoumají jako možné náhrady hydrogenačních enzymů.

## Bezpečnost
Nebezpečnost Fe3(CO)12 vyplývá z toho, že jde o těkavý zdroj železa a oxidu uhelnatého. Pevné vzorky a zbytky z reakcí mohou být samozápalné a zapálit použitá organická rozpouštědla